# Charles Grimes (veslač)
Charles Livingston Grimes, ameriški veslač, * 9. julij 1935, Washington, † 5. februar 2007, New York.
Grimes je v času Poletnih olimpijskih iger 1956 v Melbournu veslal za čoln Univerze Yale in ZDA. Na teh igrah je ameriški osmerec osvojil zlato medaljo.
Grimes je leta 1957 diplomiral na Yalu, kasneje pa je na Harvardu študiral tudi pravo in je po zaključeni športni karieri postal finančni svetovalec in investitor. 